# Oxydactyla stenodactyla
Oxydactyla stenodactyla és una espècie de granota de la família Microhylidae que viu a Papua Nova Guinea.